# Геродиан
Геродиа́н (лат. Herodianus, ?180 — ?250 гг.) — греческий историк, автор «Истории от Марка Аврелия» (лат. «Historia post Marcum Aurelium») в 8 книгах, охватывающей 180—238 гг. н. э. Три последних книги представляют наибольшую познавательную ценность.
Как отмечает харьковский антиковед И. П. Сергеев, «История» Геродиана создана главным образом на основании современной ему устной традиции, «при написании произведения автор в угоду читателям слишком заботился об увлекательности повествования и в некоторых случаях искажал действительные события».
Геродиан происходил из Сирии и занимал низшие административные должности.

## Тексты и переводы
- В серии «Loeb classical library» книга издана в 2 томах (№ 454, 455).

Русские переводы:
- Иродианова История о римских государях… / Пер. К. Озерецковского. — СПб., 1774. — 412 с.
- История Геродиана в осьми книгах о Римской империи по кончине Марка Аврелия до избрания младшего Гордиана / Пер. В. Оболенского. — М., 1829. — 276 с.
- Геродиан. История императорской власти после Марка / Пер. А. И. Доватура (кн. 1, 2), Н. М. Ботвинника (кн. 3), А. К. Гаврилова (кн. 4), В. С. Дурова (кн. 5), Ю. К. Поплинского (кн. 6), М. В. Скржинской (кн. 7), Н. В. Шебалина (кн. 8); Под ред. А. И. Доватура; Статья А. И. Доватура // Вестник древней истории. — 1972. — № 1-4; 1973. — № 1.
  - [Переиздание] / Коммент. М. Ф. Высокого; Отв. ред. Л. П. Маринович. — М.: РОССПЭН, 1996. — 272 с. — (Сер.: «Классики античности и средневековья»). — 3000 экз.